# Bremen Next
Bremen Next (Eigenschreibweise: Bremen NEXT) ist ein Angebot des öffentlich-rechtlichen Rundfunksenders Radio Bremen. Die Zielgruppe sind junge Menschen in Bremen, Bremerhaven und Umgebung. Im Internet und auf seinen Social-Media-Kanälen berichtet Bremen Next über Musik und Lifestyle-Themen. Den musikalischen Schwerpunkt im Hörfunk bilden Hip-Hop und elektronische Musik.

## Programm
Bremen Next richtet sich mit seinem Angebot an eine junge Zielgruppe zwischen 15 und 25 Jahren, die vor allem mobil und online ihre Inhalte konsumiert. Das Angebot besteht aktuell aus einem Internetauftritt, einem Radioprogramm sowie einer Präsenz in den sozialen Netzwerken wie Facebook, YouTube, Twitter, Instagram, Snapchat und einer App (kostenlos für iOS und Android). Bremen Next produziert regelmäßig Videos, Künstlerinterviews, Reportagen und Unterhaltungsformate für seine Online-Kanäle. Daneben präsentiert Bremen Next Partys, Konzerte und andere Veranstaltungen in und um Bremen.
Im Hörfunkprogramm laufen moderierte Sendungen montags bis freitags von 6 bis 10 Uhr sowie von 14 bis 18 Uhr, am Wochenende von 10 bis 18 Uhr. Die Sendungen werden von wechselnden Moderatoren präsentiert, die aktuelle Themen aus Bremen, Bremerhaven und der Umgebung und den Bereichen Politik, Sport, Gossip/Klatsch, Musik, Film und Lifestyle aus aller Welt vorstellen und kommentieren. In den moderierten Strecken gibt es immer um halb ein Nachrichtenupdate mit Wetter. Zwischen den Sendungen wird weiterhin automatisiert Musik non-stop gespielt. Mittwochs bis samstags laufen ab 20 Uhr die Musikspezialsendungen Punchline, Rewind, Mixed, Bassdrive und Push, die von unterschiedlichen DJs gehostet werden.

## Geschichte
Radio Bremen hat 2010 den Webchannel Bremen Vier Next gestartet. Dieser bestand aus einer reinen automatisierten Musikrotation, in die Wortinhalte und Nachrichten von Bremen Vier eingepflegt wurden. Am 20. Dezember 2012 wurde dieser Webchannel in der Freien Hansestadt Bremen via DAB+ (Kanal 7B) aufgeschaltet. Dieser DAB+-Testbetrieb ist im Februar 2013 in den Regelbetrieb übergegangen. Damit beteiligt sich Radio Bremen zum ersten Mal an der digital terrestrischen Verbreitung von Hörfunksendern.
Ab Frühjahr 2014 begann Radio Bremen zusammen mit jungen Kreativen aus der Bremer Szene an einem Konzept für ein neues crossmediale Angebot für Bremen zu arbeiten und erste Formate in den sozialen Netzen zu testen. Im Mai 2015 erfolgte der Projektauftrag. Ziel war es, das neue Angebot für 15- bis 25-Jährige bis Mitte 2016 zu realisieren. In Anlehnung an den Namen des Webchannels Bremen Vier Next sollte das neue Angebot Bremen Next genannt werden.
Im Mai 2016 hat der Rundfunkrat von Radio Bremen festgestellt, dass das im Telemedienkonzept Bremen Next beschriebene Angebot den Vorgaben des Rundfunkstaatsvertrags entspricht und vom öffentlich-rechtlichen Auftrag umfasst wird. Nach Prüfung durch die Rechtsaufsicht des Landes Bremen erfolgte im August 2016 der Start von Bremen Next mit einem neuen Auftritt im Netz, einem neuen Corporate Design und Sounddesign sowie einem neuen Radioprogramm mit moderierten Tagesstrecken und DJ-Shows. Zum Sendestart gab es eine Beschwerde des Verband Privater Rundfunk und Telemedien mit der Begründung, Radio Bremen könne mit seinem anderen Programm schon junge Menschen erreichen, Next wäre überflüssig und dass die ARD durch eine solche Expansion die Lasten privater Hörfunkangebote vorantreibt. Ab dem 17. August 2016 war Bremen Next über die UKW-Frequenz 95,6 MHz und DAB+ in Bremen empfangbar. Moderatorin der ersten Stunde waren Beri und Stunnah. Am 3. Februar 2017 erfolgte in Bremerhaven die DAB+ Aufschaltung sowie ein Frequenztausch mit Cosmo. Seitdem sendet Bremen Next in Bremen und umzu auf UKW 96,7 MHz und in Bremerhaven auf UKW 92,1 MHz. Bremen Next war beim Sendestart das erste Programm von Radio Bremen, welches nach den Vorgaben in der EBU R 128 auf −23 LUFS ausgesteuert wird und nicht mehr nach dem früheren ARD-Standard von −9 dBFS.

## Sendungen
Bremen Next hat tagsüber zwei feste Sendungen. Mittwoch bis Samstag gibt es ab 20 Uhr wechselnde DJ-Shows.
| Sendung                                                          | Sendezeit     | Moderator(in)                                                       |
| ---------------------------------------------------------------- | ------------- | ------------------------------------------------------------------- |
| Next am Morgen (Montag bis Freitag)                              | 6 bis 10 Uhr  | • Milton und Jule • Stunnah und Patrick                             |
| Next am Nachmittag (Montag bis Freitag)                          | 14 bis 18 Uhr | • Joka und Larissa • Francine und Janik                             |
| Next am Wochenende (Samstag und Sonntag)                         | 10 bis 18 Uhr | • Jule • Stunnah • Joka • Francine • Bianca • Jim • Litos • Yasemin |
| DJ-Shows: Punchline (Mi), Rewind (Do), Bassdrive (Fr), Push (Sa) | 20 bis 22 Uhr | Pascal M.                                                           |
| DJ-Show: Mixed (jeden letzten Freitag)                           | 18 bis 19 Uhr | Moritz Boe & Calle Neu                                              |
| DJ-Show: Mixed (jeden 1. Samstag im Monat)                       | 22 bis 24 Uhr | Die Housedestroyer                                                  |